# Rickenbacker (automóviles)
Rickenbacker Motor Company fue un fabricante estadounidense de automóviles ubicado en Detroit, Míchigan, activo entre 1922 y 1927. La empresa fue fundada por Eddie Rickenbacker, as de la aviación aliada de la Primera Guerra Mundial.

## Historia

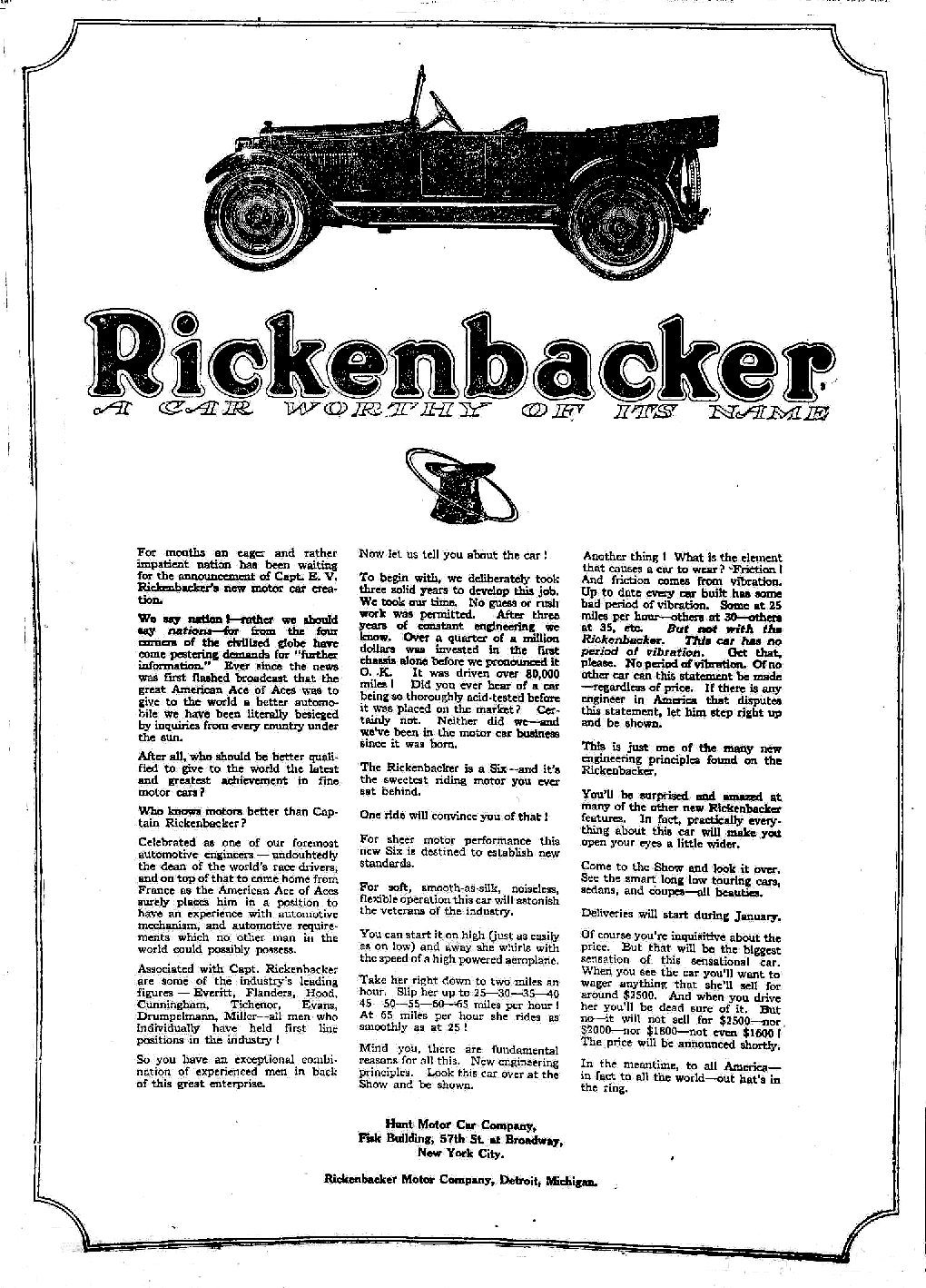
Anuncio de Rickenbacker

La empresa usó como logotipo el emblema utilizado durante la Primera Guerra Mundial por su fundador Eddie Rickenbacker, piloto del Escuadrón de Cazas 94, que representa un sombrero de copa dentro de un anillo.
La compañía fabricó cupés deportivos, turismos, sedanes y roadsters. Los frenos interiores en las cuatro ruedas se introdujeron en 1923. Rickenbacker intentó sin éxito fusionarse con Peerless alrededor de 1924.
Tras los motores inicialmente de seis cilindros, en 1925 se incorporó un motor de ocho cilindros. El modelo fue nombrado Vertical Eight Super Fine que se refería al avanzado motor patentado y a la alta calidad de los vehículos.
Aunque en 1927 aparecieron nuevos modelos, designados como "6-70", "8-80" y "8-90", los coches Rickenbacker eran demasiado caros para la época y las ventas eran bajas. Antes del cierre de la empresa en 1927, se habían fabricado más de 35.000 coches.
El equipo de fabricación se vendió a Audi y se transportó a Alemania, algo irónico, ya que Rickenbacker había renegado de sus supuestos orígenes alemanes (en realidad era de ascendencia suiza) cuando cambió la grafía de su apellido al comienzo de la Primera Guerra Mundial.Rickenbacker, Edward. Rickenbacker - An Autobiography. Prentice-Hall. p. 115.</ref> Esta transacción se reflejó en los modelos Audi Zwickau y Dresden, que utilizaron motores Rickenbacker de seis u ocho cilindros.
Todavía se conservan algunos coches Rickenbacker.

## En la cultura popular
- Un modelo de 1924 aparecía en el episodio "Mr. Bevis" de la serie The Twilight Zone.